# سفيتلانا شكولينا
سفيتلانا فلاديميروفنا شكولينا ( الروسية : Светлана Владимировна Школина ؛ ولدت في 
9 مارس 1986 يارتسيفو، روسيا) هي البطلة الأولمبية الروسية المتخصصة في الوثب العالي , وحصلت على الميدالية البرونزية في الألعاب الأولمبية الصيفية في عام 2012 , أفضل أرقمها الشخصية في الهواء الطلق من 2،03 متر في دورة الألعاب الأولمبية 2012, أفضل أرقمها الشخصية في الأماكن المغلقة هو 2.00 متر، حققتها في شهر فبراير 2010 .
كما أحرزت الميدالية الذهبية لمسابقة الوثب العالي، في المرحلة الـ 14 الأخيرة من الدوري الماسي لألعاب القوى التي جرت في العاصمة البلجيكية بروكسل واجتازت سفيتلانا شكولينا العارضة وهي على ارتفاع (2.00 م)،

## حياتها في وقت مبكر
ولدت سفيتلانا في مدينة يارتسيفو عندما كانت مراهقة فازت بفضية بطولة العالم للشباب 2003 وبطولة العالم للناشئين لألعاب القوى 2004 
و ذهبية بطولة ألعاب القوى الأوروبية للناشئين 2005

## وصلات خارجية
- سفيتلانا شكولينا على موقع الاتحاد الدولي لألعاب القوى (الإنجليزية)
- سفيتلانا شكولينا على موقع الدوري الماسي (الإنجليزية)
- سفيتلانا شكولينا على موقع اللجنة الأولمبية الدولية (الإنجليزية)
- سفيتلانا شكولينا على موقع أوليمبيديا (الإنجليزية)